# وزن شعر فارسی (کتاب خانلری)
وزن شعر فارسی یکی از کتاب‌های پرویز ناتل خانلری در زمینه وزن شعر فارسی است که اولین بار در سال ۱۳۳۷ و سپس با اضافاتی از سوی بنیاد فرهنگ ایران در سال ۱۳۴۵ منتشر شد. این کتاب نقطهٔ عطفی در مطالعات علمی راجع به عروض فارسی محسوب می‌شود.